# فيلدهوفن
فيلدهوفن Veldhoven  مدينة وبلدية هولندية بمقاطعة شمال برابنت.

## طوبوغرافيا
خريطة طوبوغرافية هولندية لبلدية فيلدهوفن، 2013، (تقرأ بعد ثلاث نقرات على الخريطة).

## معرض صور

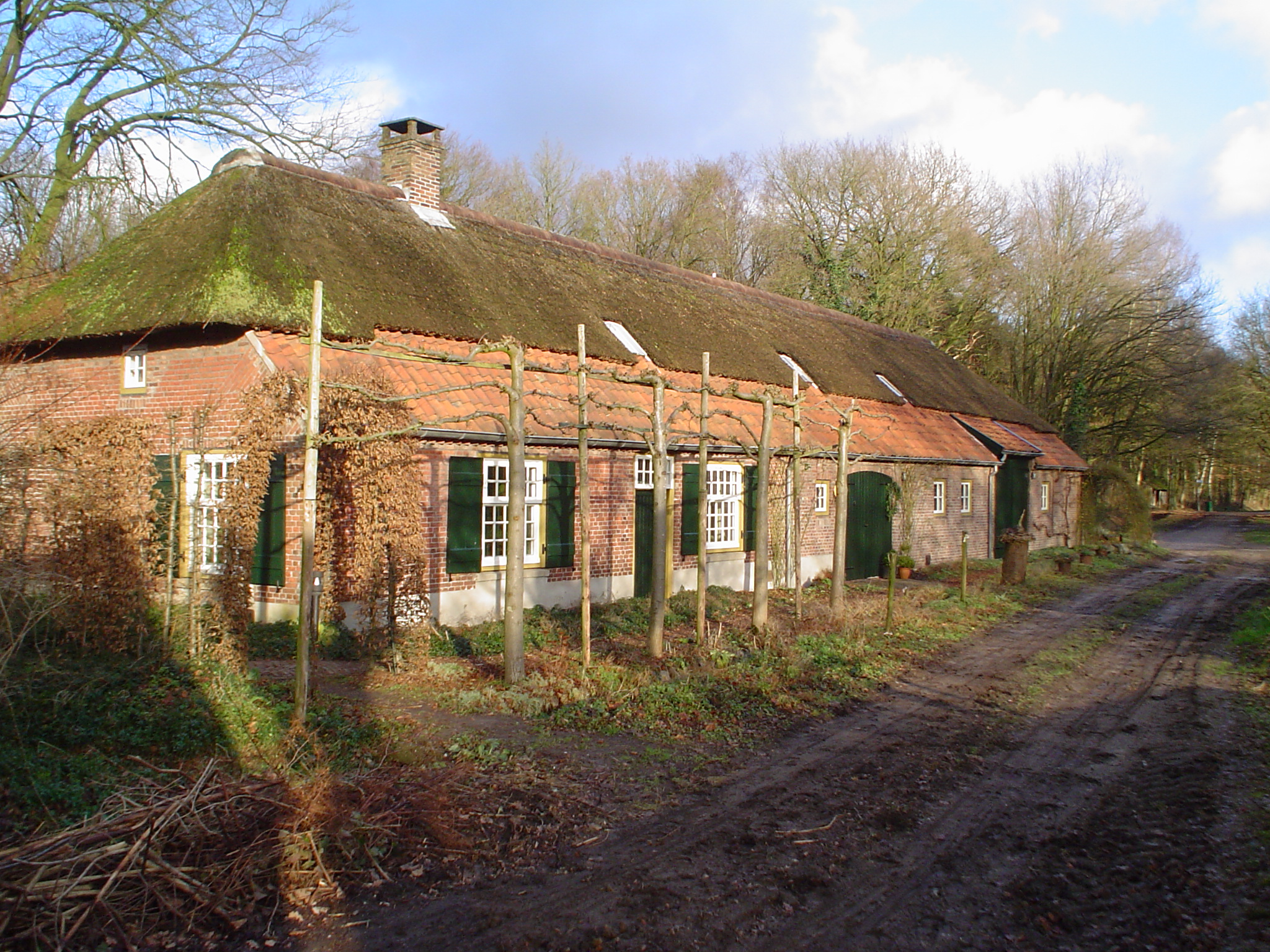
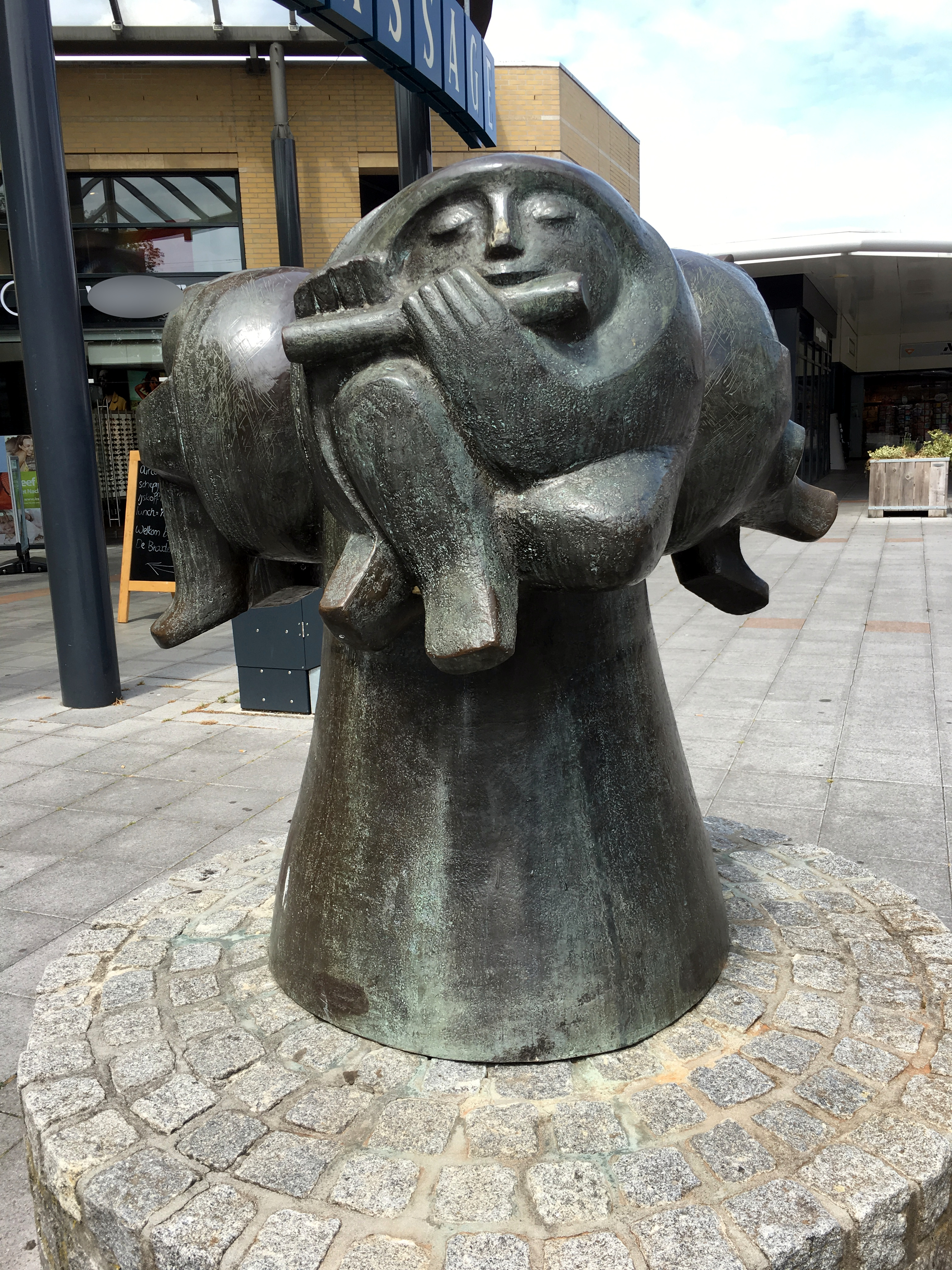
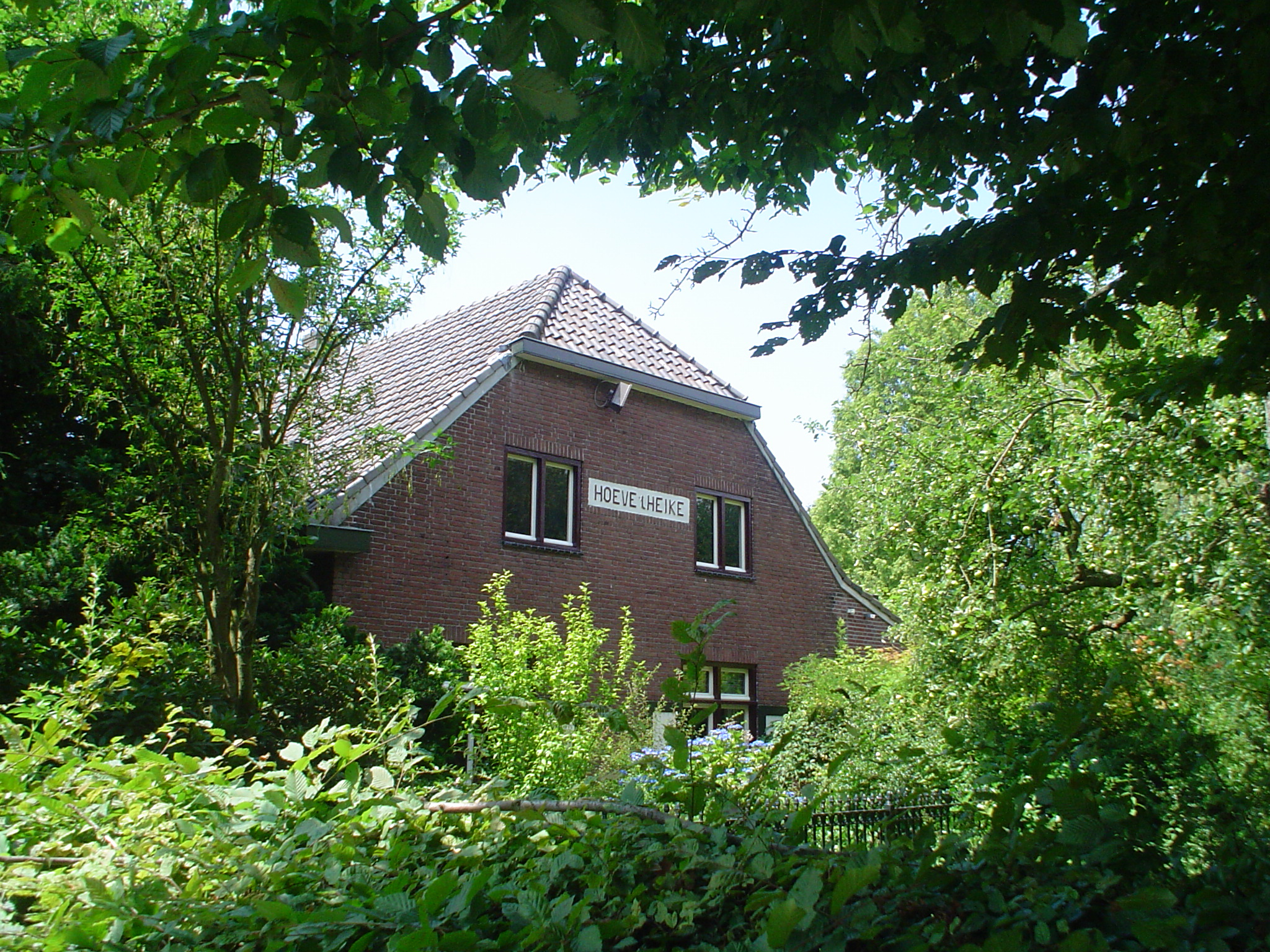
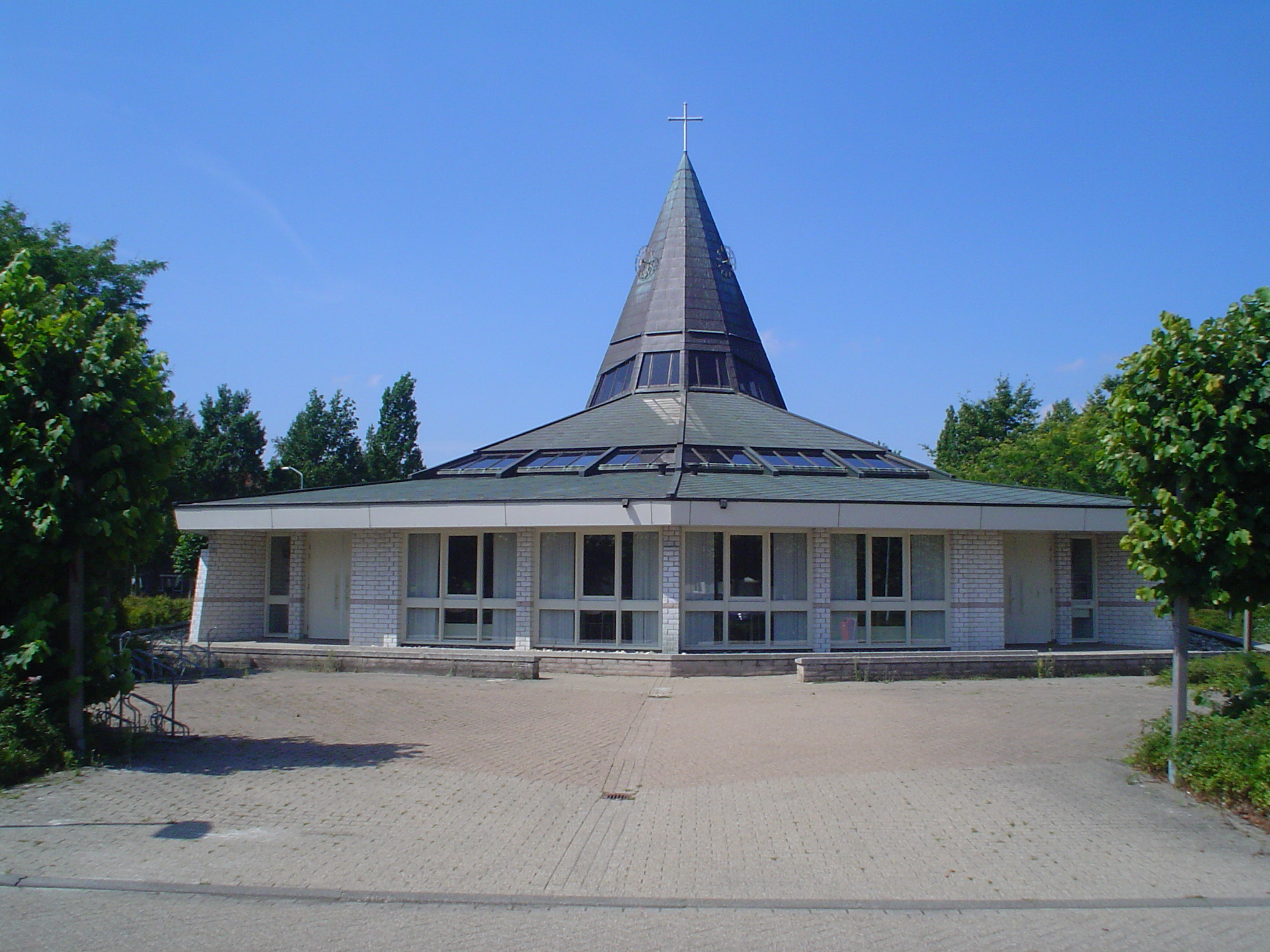
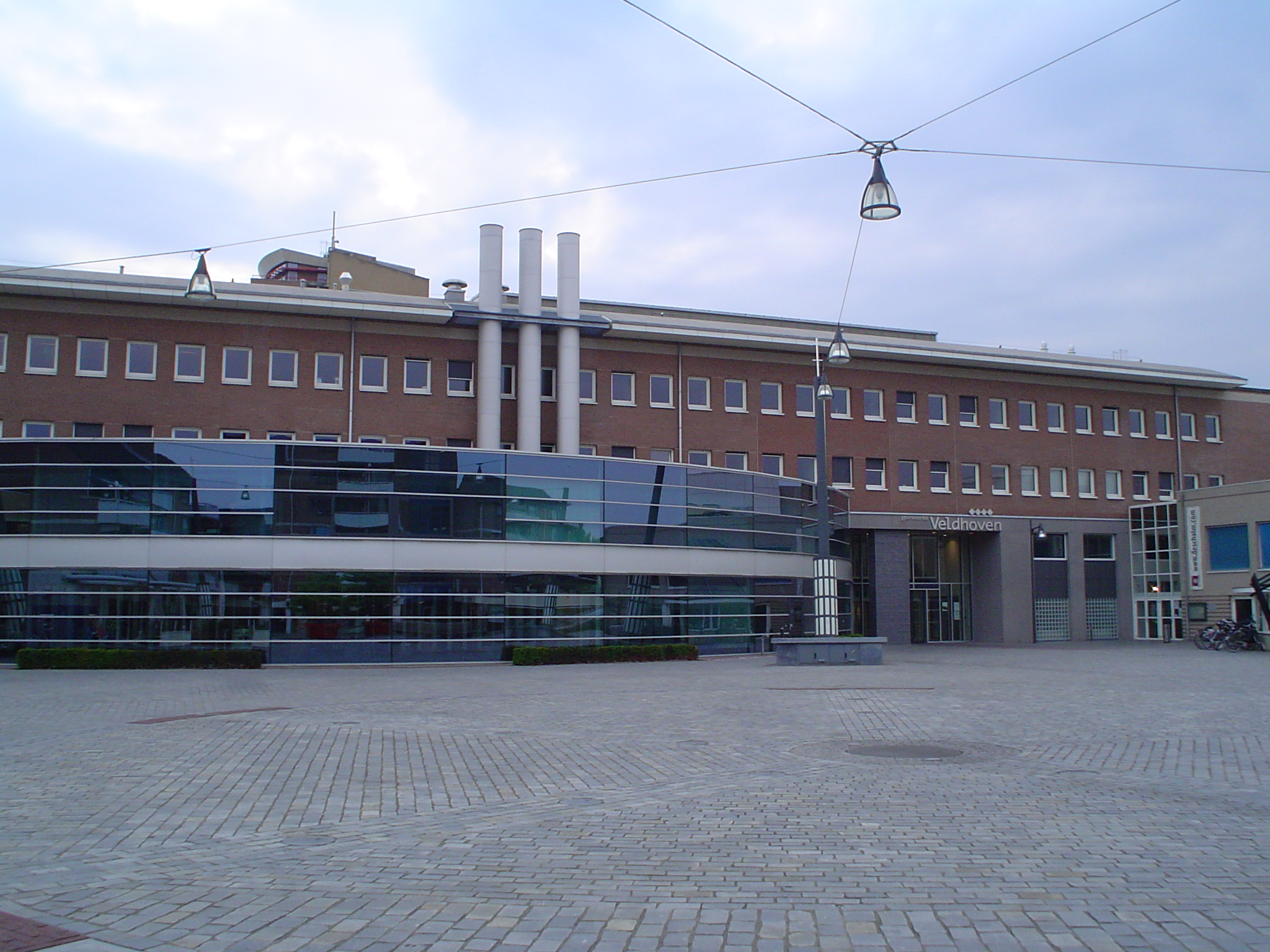

## أعلام
- يان ألبيرز
- كلينت ليمنز
- جون يانسن
- باكو فان مورسل
- دي جي زاني